# Pokeno
Pokeno est une petite localité dans le district de Waikato de la région de Waikato, située dans l’Île du Nord de la Nouvelle-Zélande.

## Situation
La ville est localisée   à 53 km au sud-est de la cité d’Auckland, à 9 km de la localité de Tuakau et à 5 km de la ville de Mercer. 
La State Highway 1/S H 1 passait initialement au milieu de la ville mais lors de sa rénovation en 1992  et la transformation en voie express, imposa la mise aux standards et donc le contournement de la ville .

## Histoire
Pokeno fut un site important durant les guerres de Nouvelle-Zélande du XIXe siècle, car c'était le siège de la « Queen's Redoub », un quartier général essentiel de l’armée coloniale.
La redoute était en effet un élément principal du système des fortifications du sud de la capitale d'alors qui était Auckland, sur le trajet de la Great South Road (en), construit par le Gouverneur  George Edward Grey pour permettre le transport des troupes  lors de l’Invasion de Waikato (en) .

## Accès
La gare de gare de Pokeno (en) sur la section de Waikato de la  ligne principale de l’île du nord (en) fut ouverte en 1875, mais fermée en 1973 pour les passagers et en 1980 pour les marchandises.
Mais les travaux sur la portion de  la ligne allant de Paeroa à Pokeno (en) commencèrent en 1938 et alors qu’approximativement 13 km de terrassement étaient terminés de chaque côté, la proposition fut suspendue du fait de la Deuxième Guerre Mondiale et ne fut pas reprise après la guerre mais finalement abandonnée.

## Activités économiques
La construction d’une importante usine : la laiterie (Yashili (en)) débuta en 2013  mais l’ouverture fut retardée jusqu’en 2015 .

## Dans la culture populaire
Dans le film néo-zélandais Goodbye Pork Pie, le fugitif vole du fioul à la station-service de Pokeno, qui est toujours en fonction sous le nom de G.A.S.
Pokeno est surtout bien connue pour ses deux magasins concurrents de crème glacée, situés sur la rue principale, où les prix et le service généreux ont créé un culte du suivi .